# Vila-rodona
Vila-rodona település Spanyolországban, Tarragona tartományban. Vila-rodona Aiguamúrcia, El Montmell, Rodonyà, Montferri, Bràfim, Alió és El Pla de Santa Maria községekkel határos. Lakosainak száma 1374 fő (2024).

## Népesség
A település népessége az elmúlt években az alábbi módon változott:
| Lakosok száma | 391  | 2171 | 1668 | 1466 | 1022 | 1070 | 1260 | 1264 | 1255 | 1374 |
|               | 1717 | 1887 | 1936 | 1960 | 1986 | 2004 | 2009 | 2014 | 2019 | 2024 |